# Calcaire de Solnhofen
Le calcaire de Solnhofen est un Konservat-Lagerstätte et une formation géologique datant du Jurassique supérieur qui a préservé un assemblage d'organismes fossiles, dont certains, comme les méduses, ne se fossilisent que très rarement. D'autres, comme l'oiseau primitif Archaeopteryx sont préservés avec tant de détails, qu'ils sont parmi les fossiles les plus beaux et les plus fameux au monde. Les lits fossilifères de Solnhofen sont situés en Bavière, en Allemagne, à mi-chemin entre Nuremberg et Munich.

## Datation
Le calcaire de Solnhofen est épais de 40 à 90 mètres. Il est daté du Tithonien inférieur (Jurassique terminal), plus précisément de la partie inférieure de la biozone à ammonites à Hybonotum (Hybonoticeras aff. hybonotum), soit il y a environ 151 Ma (millions d'années).
Il est surmonté par les calcaires et calcaires argileux de la formation de Mörnsheim, qui correspond au sommet de la zone à Hybonotum et est datée d'environ 150 Ma (millions d'années), qui livre aussi des fossiles de vertébrés, de poissons, d'un « reptile » rhynchocéphale Oenosaurus, et surtout de deux avialiens primitifs Archaeopteryx albersdoerferi et Alcmonavis poeschli décrits en 2019,.

## Paléo-environnement et préservation
Durant le Jurassique supérieur, autrefois appelé Malm, cette zone était un archipel, au bord de l'océan Téthys. Il contenait des lagons calmes qui étaient peu ouverts sur la mer. En raison de l'évaporation, l'eau des lagons était trop salée pour la plupart des êtres vivants. En profondeur, l'eau des lagons était anoxique, les charognards courants étaient donc absents. Ainsi, tous les organismes qui tombaient, glissaient ou étaient emportés par des courants depuis le continent ou l'océan dans ces eaux se déposaient donc au fond et étaient ensevelis dans le sédiment encore meuble. Les ailes de libellules, des empreintes de plumes et des plantes terrestres qui ont été amenées par les eaux de ruissèlement ont ainsi été préservées. Les fossiles ne sont pas courants, mais quelques-uns sont spectaculaires et leur diversité fournit une vision claire de l'écosystème local au Jurassique supérieur.
Parfois, les lagons étaient presque à sec, ce qui exposait des boues carbonatées collantes qui ont piégé des insectes et même quelques petits dinosaures. Des événements cycliques, peut-être de type mousson, entraînaient aussi régulièrement des corps d'animaux provenant de milieux très peu profonds ou des îles proches.
Le calcaire de Solnhofen était au départ une boue calcaire. La finesse du grain du calcaire de la zone de Solnhofen (composée principalement des villes de Solnhofen et d'Eichstätt) est idéale pour former des plaques lithographiques. Ainsi, l'exploitation de ce gisement pour fabriquer des plaques lithographiques fut à l'origine de nombreuses découvertes, le nom d'espèce Archaeopteryx lithographica, qui n'a été découvert que dans ce site, commémore le contexte de la découverte du fossile. Il existe de nos jours un site qui semble relativement analogue à ce que Solnhofen fut : le Bassin d'Orca, dans le nord du Golfe du Mexique, cependant, cette zone possède une profondeur bien plus grande que les anciens lagons de Solnhofen.

## Paléofaune
Plus de 600 espèces ont été identifiées, incluant vingt-neuf sortes de ptérosaures, dont la taille varie de celle d'un moineau à 1,20 mètre.

### Oiseaux et autres Dinosaures
| Dinosaures de la formation de Solnhofen                     | Dinosaures de la formation de Solnhofen                                                           | Dinosaures de la formation de Solnhofen | Dinosaures de la formation de Solnhofen | Dinosaures de la formation de Solnhofen |
| Taxon                                                       | Présence                                                                                          | Description                             | Images                                  |                                         |
| ----------------------------------------------------------- | ------------------------------------------------------------------------------------------------- | --------------------------------------- | --------------------------------------- | --------------------------------------- |
| Genres : - Archaeopteryx 1. A. lithographica 2. A. bavarica | 1. Situé géographiquement en Bavière, Allemagne. 2. Situé géographiquement en Bavière, Allemagne. |                                         |                                         |                                         |
| Genre : - Compsognathus 1. C. longipes                      | 1. Situé géographiquement en Bavière, Allemagne.                                                  |                                         |                                         |                                         |
| Super-ordre : - Dinosaure 1. Un œuf présumé de dinosaure.   | 1. Situé géographiquement en Bavière, Allemagne.                                                  |                                         |                                         |                                         |
| Genre : - Wellnhoferia 1. W. grandis                        | 1. Situé géographiquement en Bavière, Allemagne.                                                  |                                         |                                         |                                         |

### Ptérosaures
| Ptérosaures de la formation de Solnhofen                                                          | Ptérosaures de la formation de Solnhofen                                                                                             | Ptérosaures de la formation de Solnhofen | Ptérosaures de la formation de Solnhofen | Ptérosaures de la formation de Solnhofen |
| Taxon                                                                                             | Présence | Description | Images                                   |                                          |
| ------------------------------------------------------------------------------------------------- | --- | --- | ---------------------------------------- | ---------------------------------------- |
| Genre : - Germanodactylus 1. G. cristatus                                                         | | | .                                        |                                          |
| Genre : - Pterodactylus 1. P. antiquus 2. P. grandis 3. P. kochi 4. P. longicollum 5. P. micronyx | | - L'espèce de Solnhofen "P." crassirostris, s'est vu attribuer son propre genre, Scaphognathus. | .                                        |                                          |
| Genre : - Rhamphorhynchus 1. R. muensteri                                                         | | | .                                        |                                          |
| Genre : - Scaphognathus 1. S. crassirostris                                                       | 1. Seuls deux spécimens furent retrouvés, tous deux dans cette formation. Le premier fut découvert à Eichstatt, le second à Mülheim. | - Un genre (taxon) de Solnhofen a été créé en 1861 par J. A. Wagner lorsqu'il reconnut un Rhamphorhynchoide en « Pterodactylus » crassirostris à la suite de la découverte d'un spécimen dont la queue était bien préservée. Le calcaire de Solnhofen est la seule source de fossiles de Scaphognathus connue. 1. S. crassirostris avait originellement été nommé P. crassirostris en 1831 par August Goldfuss qui prit le spécimen dépourvu de queue pour une nouvelle espèce de Pterodactylus. | .                                        |                                          |

## Paléofaune d'invertébrés

### Crinoides
| Crinoïdes de la formation de Solnhofen | Crinoïdes de la formation de Solnhofen                                                                            | Crinoïdes de la formation de Solnhofen | Crinoïdes de la formation de Solnhofen | Crinoïdes de la formation de Solnhofen |
| Taxon                                  | Présence | Description                            | Images                                 |                                        |
| -------------------------------------- | --- | -------------------------------------- | -------------------------------------- | -------------------------------------- |
| Genre : - Saccocoma 1. S.              | - Les restes fossilisés de Saccocoma sont les fossiles macroscopiques les plus courants du calcaire de Solnhofen. |                                        |                                        |                                        |

### CrustacésMalacostraca
| Malacostraca de la formation de Solnhofen       | Malacostraca de la formation de Solnhofen                                                               | Malacostraca de la formation de Solnhofen | Malacostraca de la formation de Solnhofen | Malacostraca de la formation de Solnhofen |
| Taxon                                           | Présence                                                                                                | Description                               | Images                                    |                                           |
| ----------------------------------------------- | --- | ----------------------------------------- | ----------------------------------------- | ----------------------------------------- |
| Genre : - Mecochirus 1. Mecochirus longimanatus | - Les restes fossilisés de Mecochirus longimanatus sont des fossiles courants du calcaire de Solnhofen. |                                           |                                           |                                           |